# Блау-Вайс 1890
«Блау-Вайс 1890» (нім. «SpVgg Blau-Weiß 1890 Berlin») — німецький футбольний клуб з Берліна. Заснований у 1890 році, розформований — у 1992.

## Досягнення
- Чемпіон Німеччини (1): 1905
- Чемпіон Регіоналліги Берлін (1): 1972/73[1]
- Бронзовий призер Регіоналліги Берлін (3): 1970/71, 1971/72, 1973/74
- Чемпіон Аматор Оберліги Берлін (2): 1962/63, 1983/84
- Чемпіон Ландесліги Берлін (1): 1982/83
- Срібний призер Ландесліги Берлін (1): 1978/79